# Harold Rosenberg
Harold Rosenberg (New York, 2 febbraio 1906 – New York, 11 luglio 1978) è stato un critico d'arte statunitense. Coniò il termine action painting, più tardi conosciuto col nome di espressionismo astratto. Il termine venne utilizzato per la prima volta nel saggio American Action Painters nel numero di dicembre della rivista ARTnews. Il saggio venne poi incluso nel libro di Rosemberg The Tradition of the New.